# Conus luizcoutoi
Espèce
Conus luizcoutoi est une espèce de mollusques gastéropodes marins de la famille des Conidae.
Comme toutes les espèces du genre Conus, ces escargots sont prédateurs et venimeux. Ils sont capables de « piquer » les humains et doivent donc être manipulés avec précaution, voire pas du tout.

## Taxonomie

### Publication originale
L'espèce Conus luizcoutoi a été décrite pour la première fois en 2022 par les malacologistes Olivier Crabos, Geraldo Semer Pomponet Oliveira,
Gregorio Pereira de Queiroz et Laudelino Passos de Almeida dans « The Festivus »,.

### Synonymes
- Conus (Dauciconus) luizcoutoi (Crabos, Pomponet, Queiroz & L. Passos, 2022) · appellation alternative
- Dauciconus luizcoutoi Crabos, Pomponet, Queiroz & L. Passos, 2022 · non accepté